# Protaetia cupreola
Protaetia cupreola är en skalbaggsart som beskrevs av Ernst Gustav Kraatz 1899. Protaetia cupreola ingår i släktet Protaetia och familjen Cetoniidae. Inga underarter finns listade i Catalogue of Life.